# Davusia
Davusia is een geslacht van kreeftachtigen uit de klasse van de Malacostraca (hogere kreeftachtigen).

## Soort
- Davusia glabra (Dana, 1852)